# Villiers-le-Sec (Nièvre)
Villiers-le-Sec település Franciaországban, Nièvre megyében. Lakosainak száma 49 fő (2022. január 1.). Villiers-le-Sec Saint-Pierre-du-Mont, Cuncy-lès-Varzy és Varzy községekkel határos.

## Népesség
A település népessége az elmúlt években az alábbi módon változott:
| Lakosok száma | 52   | 51   | 50   | 48   | 48   | 48   | 48   | 51   | 49   |
|               | 2013 | 2015 | 2016 | 2017 | 2018 | 2019 | 2020 | 2021 | 2022 |